# Stelle principali della costellazione della Mosca
Segue un prospetto delle stelle principali della costellazione della Mosca, elencate per magnitudine decrescente.